# تاج (فصل ۵)
فصل پنجم سریال تاج که زندگی و تاج  تختی ملکه الیزابت دوم  ملکه انگلیس را دنبال می نماید، توسط نتفلیکس در تاریخ ۹ نوامبر ۲۰۲۲ انتشار پیدا کرد. این نخستین فصل از این سریال بود که بعد از فوت کردن شاهزاده فیلیپ در تاریخ ۹ آوریل ۲۰۲۱ و فوت ملکه الیزابت دوم در تاریخ ۸ سپتامبر ۲۰۲۲ انتشار گردید.
استونتون در ایفا نمودن نقش خودش به عنوان ملکه الیزابت به همراه هنرمندان مهم پرایس ، لسلی  ، لی میلر ، دومینیک  و الیزابت  نقش آفرینی می کند. مجموع هنرمندان سریال نوین می باشند. این فصل دومین و پایانی ترین نوسازی کلی تاج را به دنبال گروه هایی به پیشوایی کلر فوی (فصل ۱ و ۲) و اولیویا کولمن (فصل ۳ و ۴) طی نمود.

## تئوری
تاج پادشاهی ملکه الیزابت را از عروسی خودش در سال ۱۹۴۷ تا روز های نخست قرن ۲۱ دنبال می نماید.  فصل پنجم بر عصر ۱۹۹۱ تا ۱۹۹۷ متمرکز است. 